# Emanuel Sayles
Emanuel „Manny“ Sayles (* 31. Januar 1907 in Donaldsonville, Louisiana; † 5. Oktober 1986) war ein US-amerikanischer Musiker (Gitarre, Banjo, Gesang) des New Orleans Jazz.

## Leben und Wirken
Emanuel Sayles lernte als Kind zunächst Violine und Viola, dann autodidaktisch Banjo und Gitarre. Nach Abschluss der Highschool in Pensacola (Florida) zog er nach New Orleans, wo er in William Ridgley's Tuxedo Orchestra spielte. Sayles arbeitete dann in den 1920er Jahren bei Fate Marable, Armand Piron und Sidney Desvigne auf Flussdampfern, 1929 wirkte er bei den Sessions der Jones & Collins Astoria Hot Eight mit. Nach seinem Wechsel nach Chicago 1933 leitete er eine eigene Formation und war ansonsten als Begleitmusiker im Bereich des Jazz und Blues aktiv; so arbeitete er in den folgenden Jahren u. a. mit Roosevelt Sykes. 
Sayles kehrte 1949 nach New Orleans zurück, spielte mit lokalen Musikern, außerdem mit George Lewis, mit dem er 1963/64 auf eine Japan-Tournee ging, sowie mit Sweet Emma Barrett. In Cleveland arbeitete er 1960 mit Punch Miller, lebte von 1965 bis 1967 in Chicago, wo er als Hausmusiker für Jazz Ltd. arbeitete. Nach seiner erneuten Rückkehr nach New Orleans 1968 spielte er bis in die 1980er Jahre regelmäßig in der Preservation Hall. Er wirkte im Bereich des Jazz von 1929 bis 1984 bei 99 Aufnahmesessions mit, u. a. mit Sammy Rimington (On Washington Avenue), Kid Thomas Valentine, Earl Hines (1975), Peter Bocage, Louis Cottrell; unter eigenem Namen nahm er für die Label GHB (1962), Nobility (1963), Dixie (1969) und das italienische Label Big Lou (1969) auf. Edward C. Kurtz junior drehte über ihn den Dokumentarfilm This Cat Can Play Anything.